# Học viện cảnh sát
Học viện cảnh sát (Hangul: 경찰수업; Romanja: Kyeongchalsueob; tiếng Anh: Police University) là một bộ phim truyền hình Hàn Quốc năm 2021 với sự tham gia của Cha Tae-hyun, Jung Jin-young và Krystal Jung. Bộ phim hiện đang được phát sóng trên KBS2 vào lúc 21:30 (KST) mỗi thứ Hai, thứ Ba hàng tuần, bắt đầu từ ngày 9 tháng 8 năm 2021.

## Nội dung chính
Học Viện Cảnh Sát là bộ phim truyền hình Hàn Quốc đầu tiên sử dụng trường đại học cảnh sát làm bối cảnh cho câu chuyện của mình. Bộ phim kể về những cuộc truy lùng tội phạm của một thám tử kỳ cựu và một cựu hacker trẻ tuổi. Hai người tình cờ gặp nhau với tư cách là giáo sư và sinh viên của một trường Đại học Cảnh Sát. Từ đó, họ cùng nhau bắt tay hợp tác và điều tra các vụ án.

## Diễn viên

### Nhân vật chính
- Cha Tae-hyun vai Yoo Dong-man[1]

42 tuổi, giáo sư giảng dạy tại trường đại học cảnh sát.
Anh là một cựu thám tử với 20 năm kinh nghiệm ở nhiều bộ phận khác nhau, từ tội phạm bạo lực đến tội phạm mạng.
- Jung Jin-young vai Kang Seon-ho[8]

20 tuổi, sinh viên năm nhất
Cậu là cựu hacker thông minh "khét tiếng" trước khi bước chân vào ngôi trường cảnh sát.
- Krystal Jung vai Oh Kang-hee

20 tuổi, sinh viên năm nhất
Với ý chí kiên cường, cô luôn chăm chỉ học tập và làm việc không biết mệt mỏi để đạt đến giấc mơ trở thành cảnh sát.

### Nhân vật phụ

#### Giáo sư và nhân viên của trường
- Hong Soo-hyun vai Choi Hee-soo, giáo sư bộ môn Judo
- Lee Jong-hyuk vai Kwon Hyuk-pil, giáo sư bộ môn Luật[9]
- Seo Ye-hwa vai Baek-hee[10], trưởng phòng kế hoạch của trường
- Kang Shin-il vai Seo Sang-hak, giáo sư phụ trách Hành chính công, trưởng khoa chịu trách nhiệm sinh viên năm nhất
- Shin Seung-hwan vai CEO của 'Gossi Beer'[11]

#### Sinh viên năm nhất
- Choo Young-woo vai Park Min-kyu[12]

20 tuổi, sinh viên năm nhất
- Lee Dal vai Noh Bum-tae[13]

Sinh viên năm nhất, bạn cùng phòng với Kang Seon-ho
- Yoo Young-jae vai Jo Joon-wook[14]

20 tuổi, sinh viên năm nhấ
- Park Seun-yeon vai Min Jae-kyung

21 tuổi, sinh viên năm nhất, bạn cùng phòng với Kang-hee
- Lee Do-hoon vai Cha Seong-soo

20 tuổi, sinh viên năm nhất, bạn cùng phòng với Min-kyu
- Ha-Jun Jung vai Park Don-ggu

20 tuổi, sinh viên năm nhất
- Min Chae-eun vai Ahn Hae-ju[15]

20 tuổi, sinh viên năm nhất, bạn cùng phòng với Kang-hee
- Ain vai Jo Sung-eun

20 tuổi, sinh viên năm nhất.

#### Sinh viên khóa trên
- Kim Jong-Hoon vai Han Min-guk[16]

22 tuổi, sinh viên năm ba, chủ tịch hội học sinh
- Kim Jae-in vai Yoon Na-rae

22 tuổi, sinh viên năm ba, quản lí câu lạc bộ Judo
- Byeon Seo-yun vai Lee Eon-ju

21 tuổi, sinh viên năm hai, thành viên câu lạc bộ Truyền thông
- Kim Tae-hoon vai Kang Myung-jung

21 tuổi, sinh viên năm hai, thành viên hội học sinh
- Yoo Hyun-jong vai Byeon Tae-jin

22 tuổi, sinh viên năm hai, thành viên hội học sinh

#### Cảnh sát địa phương
- Song Jin-woo vai Park Chul-jin

36 tuổi, thanh tra thuộc đội điều tra số 1, văn phòng thám tử Seoul
- Yoon Jin-ho vai trưởng nhóm Choi

Khoảng 50 tuổi, nhóm trưởng đội điều tra số 1, văn phòng thám tử Seoul
- Choi Seo-won vai Jung yeong-jang

Khoảng 25 tuổi, thành viên trẻ tuổi nhất thuộc đội điều tra số 1, văn phòng thám tử Seoul
- Yoo Tae-woong vai trưởng bộ phận

Khoảng 50 tuổi, Giám đốc điều tra Văn phòng khu vực Seoul

#### Gia đình Kang-hee
- Kim Young-sun vai Oh Jeong-ja

40 tuổi, mẹ của Oh Kang-hee

#### Khác
- Choi Woo-sung vai Yoon Seung-beom[18]

20 tuổi, bạn của Kang Seon-ho
- Oh Man-seok vai Yoon Taek-il

Khoảng 50 tuổi, chủ cửa hàng sửa chữa điện tử Yoon Jeon-pasa, bố của Seung-beom và Seon-ho

## Nhạc phim

### Phàn 1
| Phát hành vào 9 tháng 8 năm 2021 | Phát hành vào 9 tháng 8 năm 2021 | Phát hành vào 9 tháng 8 năm 2021 | Phát hành vào 9 tháng 8 năm 2021 | Phát hành vào 9 tháng 8 năm 2021 | Phát hành vào 9 tháng 8 năm 2021 |
| STT                              | Nhan đề                          | Phổ lời                          | Phổ nhạc                         | Nghệ sĩ                          | Thời lượng                       |
| -------------------------------- | -------------------------------- | -------------------------------- | -------------------------------- | -------------------------------- | -------------------------------- |
| 1.                               | "Winners" (한승윤)               | Choi Gab-won Good Choice         | Zaydro STARBUCK JUNE             | Han Seung-yoon                   | 2:54                             |
| 2.                               | "Winners" (Inst.)                |                                  | Zaydro STARBUCK JUNE             | Han Seung-yoon                   | 2:54                             |

### Phần 2
| Phát hành vào 16 tháng 8 năm 2021 | Phát hành vào 16 tháng 8 năm 2021                | Phát hành vào 16 tháng 8 năm 2021 | Phát hành vào 16 tháng 8 năm 2021 | Phát hành vào 16 tháng 8 năm 2021 | Phát hành vào 16 tháng 8 năm 2021 |
| STT                               | Nhan đề                                          | Phổ lời                           | Phổ nhạc                          | Nghệ sĩ                           | Thời lượng                        |
| --------------------------------- | ------------------------------------------------ | --------------------------------- | --------------------------------- | --------------------------------- | --------------------------------- |
| 1.                                | "You Come Down Like a Star" (별처럼 니가 내려와) | Choi Gab-won Good Choice          | Noheul                            | Monday (Weeekly)                  | 3:42                              |
| 2.                                | "You Come Down Like a Star" (Inst.)              |                                   | Noheul                            | Monday (Weeekly)                  | 3:42                              |

### Phần 3
| Phát hành vào 17 tháng 8 năm 2021 | Phát hành vào 17 tháng 8 năm 2021 | Phát hành vào 17 tháng 8 năm 2021 | Phát hành vào 17 tháng 8 năm 2021     | Phát hành vào 17 tháng 8 năm 2021 | Phát hành vào 17 tháng 8 năm 2021 |
| STT                               | Nhan đề                           | Phổ lời                           | Phổ nhạc                              | Nghệ sĩ                           | Thời lượng                        |
| --------------------------------- | --------------------------------- | --------------------------------- | ------------------------------------- | --------------------------------- | --------------------------------- |
| 1.                                | "Get Ready"                       | Choi Gab-won Good Choice          | Aaron Kim Isaac Han D'tour Walter Pok | D'tour                            | 3:17                              |
| 2.                                | "Get Ready" (Inst.)               |                                   | Aaron Kim Isaac Han D'tour Walter Pok | D'tour                            | 3:17                              |

## Tỷ lệ người xem
| Mùa | Mùa | Số tập | Số tập | Số tập | Số tập | Số tập | Số tập | Số tập | Số tập | Số tập | Số tập | Số tập | Số tập | Số tập | Số tập | Số tập | Số tập | Trung bình |
| Mùa | Mùa | 1      | 2      | 3      | 4      | 5      | 6      | 7      | 8      | 9      | 10     | 11     | 12     | 13     | 14     | 15     | 16     | Trung bình |
| --- | --- | ------ | ------ | ------ | ------ | ------ | ------ | ------ | ------ | ------ | ------ | ------ | ------ | ------ | ------ | ------ | ------ | ---------- |
|     | 1   | 0.973  | 1.360  | 1.254  | 1.571  | TBD    | TBD    | TBD    | TBD    | TBD    | TBD    | TBD    | TBD    | TBD    | TBD    | TBD    | TBD    | TBD        |

| Tập | Ngày phát sóng       | Tỷ lệ người xem trung bình | Tỷ lệ người xem trung bình | Tỷ lệ người xem trung bình |
| Tập | Ngày phát sóng       | AGB Nielsen                | AGB Nielsen                | TNmS                       |
| Tập | Ngày phát sóng       | Toàn quốc                  | Seoul                      | Toàn quốc                  |
| --- | -------------------- | -------------------------- | -------------------------- | -------------------------- |
| 1 | 9 tháng 8 năm 2021   | 5.2% (18th)                | 5.2% (16th)                | —                          |
| 2 | 10 tháng 8 năm 2021  | 6.5% (11th)                | 6.3% (8th)                 | —                          |
| 3 | 16 tháng 8 năm 2021  | 6.8% (12th)                | 7.2% (10th)                | 6.4% (12th)                |
| 4 | 17 tháng 8 năm 2021  | 8.5% (6th)                 | 8.4% (4th)                 | 7.5% (9th)                 |
| 5 | 23 tháng 8 năm 2021  |                            |                            |                            |
| 6 | 24 tháng 8 năm 2021  |                            |                            |                            |
| 7 | 7 tháng 9 năm 2021   |                            |                            |                            |
| 8 | 13 tháng 9 năm 2021  |                            |                            |                            |
| 9 | 14 tháng 9 năm 2021  |                            |                            |                            |
| 10 | 20 tháng 9 năm 2021  |                            |                            |                            |
| 11 | 21 tháng 9 năm 2021  |                            |                            |                            |
| 12 | 27 tháng 9 năm 2021  |                            |                            |                            |
| 13 | 28 tháng 9 năm 2021  |                            |                            |                            |
| 14 | 4 tháng 10 năm 2021  |                            |                            |                            |
| 15 | 5 tháng 10 năm 2021  |                            |                            |                            |
| 16 | 11 tháng 10 năm 2021 |                            |                            |                            |
| Trung bình | Trung bình           | —                          | —                          | —                          |
| - Trong bảng trên đây, số màu xanh biểu thị cho tỷ lệ người xem thấp nhất và số màu đỏ biểu thị cho tỷ lệ người xem cao nhất. - N/A biểu thị cho đánh giá không có. |                      |                            |                            |                            |